# Ysbrant van Wijngaarden
Ysbrant van Wijngaarden (Den Haag, 29 april 1937 -  Marinella di Selinunte op Sicilië, 7 december 2021) - bekend onder de kunstenaarsnaam 'Ysbrant' of 'Ysbrant.17' - was een schilder. Hij woonde en werkte te Antwerpen.

## Biografie
Ysbrant volgde in 1955-1956 the Central School of Arts and Crafts in Londen, waar hij les kreeg van Patrick Heron en Roger Hilton. Daarna studeerde hij aan het Hoger Instituut voor Schone Kunsten in Antwerpen (1957-1958). In 1958 was Oskar Kokoschka zijn docent aan de Schule des Sehens in Salzburg, en van 1961 tot 1963 kreeg hij les van Bruno Saetti aan de Academie voor Schone Kunsten van Venetië.
In 1960 kreeg Ysbrant de Camille Huysmans Prijs voor schilderkunst toegekend.
Van 1968 tot 2000 leefde en werkte Ysbrant in Venetië.
De laatste jaren van zijn leven woonde Ysbrant op Sicilië. Hij overleed daar begin december 2021 op 84-jarige leeftijd.

## Over het werk
Het werk is onder meer beïnvloed door Max Beckmann, Gustave De Smet en Jean Brusselmans.
In 1986 probeerde het Nederlandse weekblad Elsevier zijn stijl te omschrijven: “Ysbrant schildert niet grof, maar fijn-expressionistisch. Perspectief vindt hij onbelangrijk. Zijn afbeeldingen zijn allemaal even plat, ook doordat hij zijn figuren in wisselende en vreemde houdingen neerzet. Zijn schilderijen neem je niet en passant in je op. De indrukwekkende hoeveelheid informatie laat dat niet toe. Het zit propvol gegevens die je overspoelen en overweldigen; en ook vermoeien.”

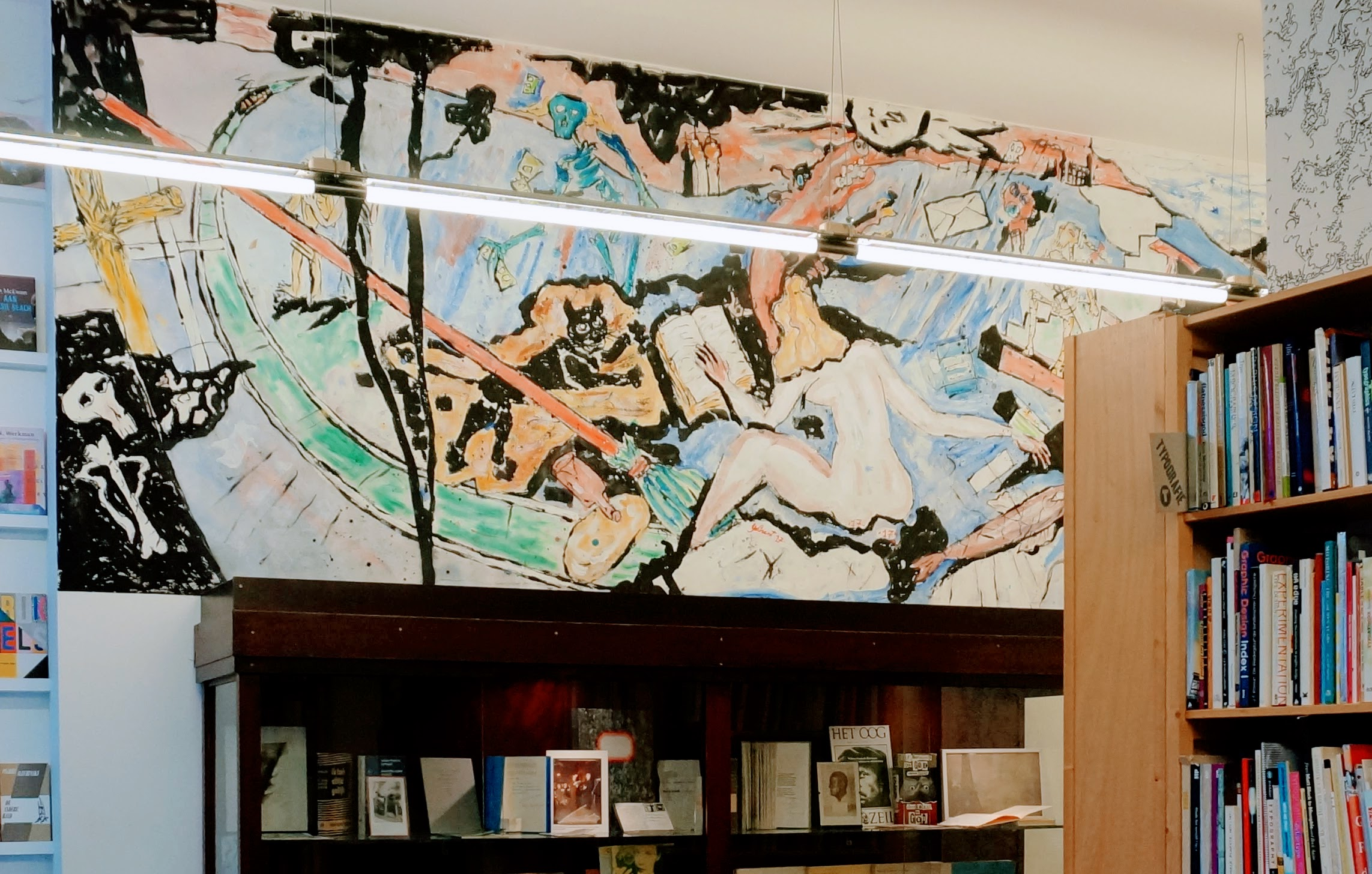
Wandschildering 'De Meester en Margarita' door Ysbrant bij antiquariaat Demian (Antwerpen).

Een andere criticus gewaagde van een volgeling van de Cobra (Copenhagen, Brussel, Amsterdam): “Ik heb niks met Cobra te maken en ik ben ook geen "wilde" schilder. Ik weet niet hoe ik mezelf moet omschrijven, alle als het moet, zet me dan maar bij de expressionisten,” foetert hij zacht.
—  Yves Jansen, Ysbrant is de schilder van de speelsheid, deredactie.be.

Naast schilderijen - sommigen van monumentale afmetingen - maakt Ysbrant ook grafisch werk: etsen, litho's en zeefdrukken.
Een aantal werken zijn permanent geïnstalleerd. Een fresco is te vinden in café De Muze (Antwerpen). De wandschildering 'De Meester en Margarita' kan bezocht worden in antiquariaat Demian (Antwerpen). Ysbrant werkte ook aan achterdoeken voor diverse theatervoorstellingen (Oidipoes/Kommentaar, Blauwe Maandag Compagnie, Antwerpen, 1987. Een Midzomernachtdroom, Ger Thijs/Orkest 18e eeuw, Amsterdam, 1997).

## Solo-tentoonstellingen (selectie)
- 1964 - Gemeentemuseum, Den Haag
- 1969 - Nederlandse Ambassade, Washington
- 1979 - The New Arts Center, Londen
- 1982 - Institut Néerlandais, Parijs
- 1985 - De Brakke Grond, Amsterdam
- 2002 - Stedelijk Museum Amsterdam
- 2011 - Cultuurcentrum Hasselt
- 2016 - Galerie De Zwarte Panter, Antwerpen